# 苏阿德
苏阿德（1906年—1937年8月），原名鸿章，曾用名苏德、苏达。福建省永定县湖坑乡南中村人，中国共产党早期福建领导人物，中共革命烈士。

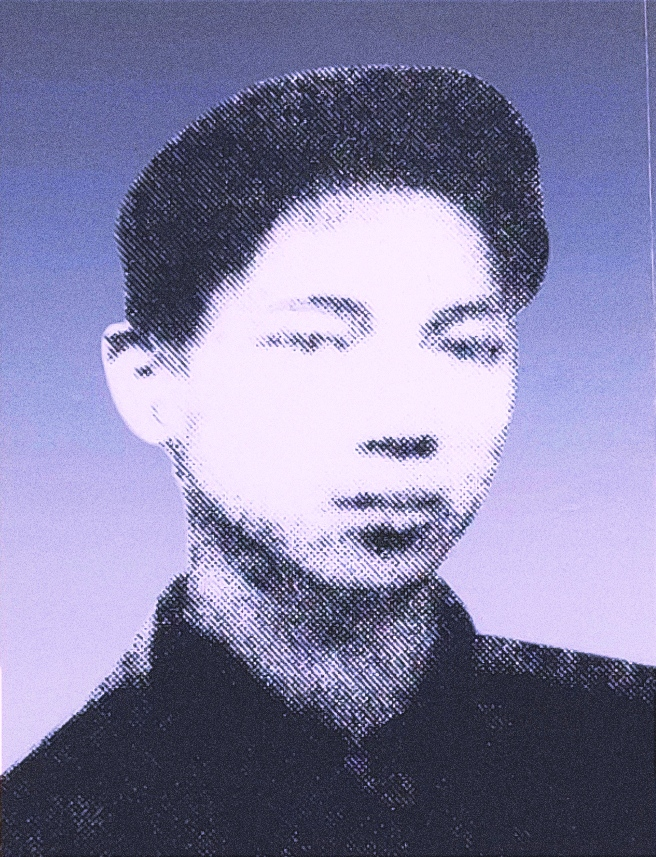
苏阿德近照

曾任中共福州中心市委组织部长、中共闽东特委书记等职，1937年4月在调任龙岩的途中被叛徒袭击，后被捕，8月初被杀。